# Jean-Baptiste Desmarets

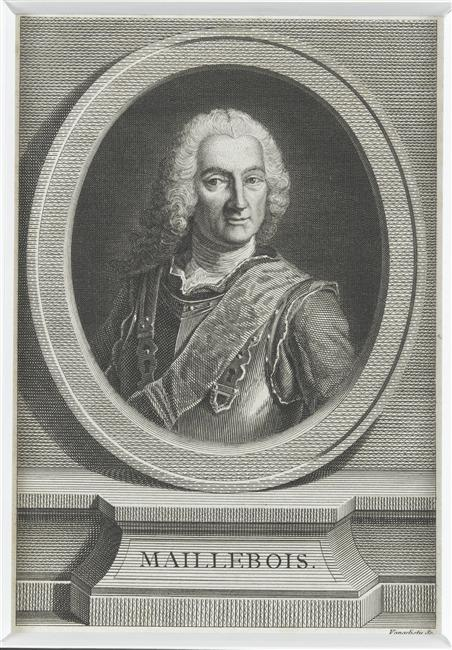
Jean-Baptiste Desmarets

Jean-Baptiste François Desmarets, marquis de Maillebois (auch des Marets, * 1682 in Paris; † 7. Februar 1762 ebenda) war ein französischer Heerführer und Marschall von Frankreich.
Maillebois war ein Sohn des Generalkontrolleurs der Finanzen Nicolas Desmarets, marquis de Maillebois (1648–1721) und somit ein Großneffe Colberts.
Er wurde 1739 mit der Besetzung von Korsika betraut, das sich aber nach seiner Abberufung wieder erhob, und wurde 1741 zum Marschall ernannt. Die Armee des Marschall de Belle-Isle war 1742 während des Österreichischen Erbfolgekrieges von kaiserlichen Truppen in Prag eingeschlossen worden und hoffte auf Entsatz durch Maillebois, der mit 40.000 Mann in den Niederlanden stand, um von dort die Truppen des Kurfürsten von Hannover im Schach zu halten. Maillebois vereinigte sich mit dem Corps des François, duc d’Harcourt, und marschierte mit starker Macht durch Franken ostwärts. Sein Mangel an Entschlossenheit und eine feindliche Armee hinderten ihn daran, sich den Weg bis nach Prag zu erzwingen; das am 3. Januar 1743 an die Österreicher zurückfiel.
Maillebois wurde 1745 nach Italien gesandt um den spanischen Infanten Don Philipp de Borbón gegen die Kaiserlichen zu unterstützen. Er vereinigte sich mit den spanischen Truppen unter General de Gages auf 60.000 Mann und erzwang den Vormarsch über den Tanaro. Darauf konnte er eine sardisch-österreichische Koalition am 27. September 1745 in der Schlacht von Bassignana besiegen und die Belagerung von Alessandria aufnehmen. Ende November 1745 begann die Invasion der Lombardei, in Norditalien standen mit den spanischen Truppen etwa 39.000 Infanterie und 6500 Kavallerie zur Verfügung; im Raum Modena operierte Maréchal de camp de Gages mit weiteren 35.000 Mann Infanterie und 3500 Reiter. Der spanische Infant besetzte Mailand.
Am 5. März 1746 fiel aber die Besatzung von Asti in piemontinische Kriegsgefangenschaft, dadurch gerieten die Nachschubwege nach Frankreich in gegnerische Kontrolle. Marschall Maillebois konnte sich nicht mehr auf die sicheren Verbindungen über Genua verlassen und zog sich auf Piacenza zurück, wo er sich Mitte Juni mit de Gages vereinigte. Er versuchte durch eine Offensive in Richtung auf La Bocchetta die Initiative zurückzugewinnen, wurde aber am 16. Juni 1746 in der Schlacht bei Piacenza von den Kaiserlichen unter Fürst Joseph von Liechtenstein geschlagen. Nach dem Rückzug am rechten Ufer des Po, fielen die Herzogtümer Parma, Piacenza und Guastalla wieder in österreichische Hand.
Maillebois starb am 7. Februar 1762 als Gouverneur des Elsass, mit seiner Gattin Marie Louise Emmanuelle d’Alègre, Tochter des Marschalls Yves d’Alègre, Marquis de Tourzel, hatte er mehrere Kinder.